# Ludwig Mond
Ludwig Mond (7 tháng 3 năm 1839 - 11 tháng 12 năm 1909) là một nhà hóa học và nhà công nghiệp học người Đức, người đã mang quốc tịch Anh. Ông đã phát hiện ra một loại hợp chất quan trọng, chưa được biết đến trước đây gọi là cacbonyl kim loại.

## Tiểu sử
Ludwig Mond sinh ra trong một gia đình Do Thái ở Kassel, Đức. Cha mẹ của ông là Meyer Bär (Moritz) Mond và Henrietta Levinsohn. Sau khi theo học tại các trường học tại quê nhà, ông học về hóa học tại Đại học Marburg dưới thời Hermann Kolbe và tại Đại học Heidelberg dưới thời Robert Bunsen nhưng ông chưa bao giờ có bằng. Sau đó ông làm việc tại các nhà máy ở Đức và Hà Lan trước khi đến Anh để làm việc tại nhà máy của John Hutchinson & Co ở Widnes năm 1862. Ông làm việc tại Utrecht cho công ty P. Smits & de Wolf từ năm 1864 đến năm 1867 và sau đó trở về Để Widnes. Ở đây ông đã hợp tác với John Hutchinson và phát triển một phương pháp để thu hồi lưu huỳnh từ các sản phẩm phụ của quá trình Leblanc, được sử dụng để sản xuất soda.
Năm 1872 Mond liên lạc với nhà công nghiệp người Bỉ Ernest Solvay, người đang phát triển quy trình sản xuất soda, ammonia-soda hay Solvay tốt hơn. Năm sau ông đã hợp tác với nhà công nghiệp John Brunner để làm việc đưa quá trình này lên khả năng tồn tại thương mại. Họ thành lập công ty Brunner Mond & Company, xây dựng một nhà máy tại Winnington, Northwich. Mond đã giải quyết được một số vấn đề trong quá trình làm cho sản xuất hàng loạt trở nên khó khăn, và đến năm 1880 ông đã biến nó thành một quá trình thương mại hóa. ] Trong vòng 20 năm, doanh nghiệp đã trở thành nhà sản xuất soda lớn nhất trên thế giới.
Mond tiếp tục nghiên cứu quy trình hóa học mới. Ông phát hiện ra niken carbonyl, một hợp chất chưa biết trước đây và được phát hiện đầu tiên trong nhóm cacbonyl kim loại, có thể dễ dàng bị phân hủy để sản xuất niken tinh khiết từ quặng của nó thông qua công nghệ Mond. Ông thành lập Công ty Nickelen Mond để khai thác điều này. Quặng từ mỏ niken ở Canada được làm giàu sơ bộ ở đó và sau đó được vận chuyển đến các công trình của Mond tại Clydach, gần Swansea, xứ Wales để làm sạch cuối cùng.